# Rafael Guàrdia i Granell
Rafael Guàrdia i Granell   () fou un editor i comerciant de música. Va estar actiu a Barcelona entre el 1878 i el 1902. Als seus començaments de l’entitat dirigida per ell solia figurar com Guardia Rabassó i Cía i estava ubicada al passatge Bacardí, des d’on va passar més tard a un altre local situat a la rambla de Sant Josep, junt a la Virreina.
El 1895 va establir també una sucursal a Saragossa. El seu magatzem va ser un dels més importants de la ciutat i el 1895 ja havia publicat més de set-centes partitures, en les que estan representats tots els gèneres i estils característics de l’època. El 1902 va desaparèixer com a editor independent i tant el seu catàleg editorial com el local on es domiciliaven van passar a engrossir el patrimoni de la societat Sindicato Musical Barcelonés Dotesio", creada per l’editor Luis Dotesio, qui va dur a terme una gran operació de concentració d’empreses del sector a tot Espanya.
La seva filla estava casada amb el popular músic Clifton Worsley, pseudònim de Pedro de Astort, responsable el 1901 d’un negoci de venda de pianos a la ciutat comtal. Més tard va aparèixer també un establiment de gravat i estampa de música a càrrec de José Guardia de Astort, molt probablement relacionat amb aquesta família de comerciants i editors catalans.